# Масаляни
Масаляни (біл. Масаляны) — село в складі Берестовицького району Гродненської області, Білорусь. Село підпорядковане Олекшицькій сільській раді, розташоване у західній частині області.

## Історія
З 1919 по 1939 рік село знаходилося під владою Другої Річи Посполитої. З 1919 року по 1922 рік — центр ґміни у Гродненському повіті Білостоцького воєводства. З 17 вересня 1939 в результаті Пакту Молотава — Ріббентропа село було окуповано радянськими військами.
18 вересня 1939 року в селі з'явилася група білоруських комуністів і бандитів, якою керував Йосеп Гаврилюк, з метою убивства власника села, ординатора Яна Біспінґа, та грабежу. Місцеві жителі однак попередили пана про небезпеку радянських банд, завдяки чому йому та його родині вдалося втекти минулої ночі. Жителі Масаляни сформували сільський комітет, який міг самостійно забезпечити маєток і змусив банду Гаврилюка поїхати.
2 листопада 1939 року село увійшло до складу Білоруської РСР. З 1991 року входить до складу незалежної Білорусі.

## Пам'ятки
Садиба пана Біспінґа не зберіглася. У селі є каплиця Успіння Пресвятої Діви Марії та церква Різдва Пресвятої Богородиці.